# Lijst van Landkreise en kreisfreie steden in Beieren
Dit is een lijst van Landkreise en kreisfreie steden in Beieren.
De kreisfreie steden en Landkreise zijn in zeven Regierungsbezirken onderverdeeld:
| Regierungsbezirk | Wapen                                       | Bestuurlijk centrum | Landkreise | kreisfreie Städte |
| ---------------- | ------------------------------------------- | ------------------- | ---------- | ----------------- |
| Mittelfranken    | Wapen van de Regierungsbezirk Mittelfranken | Ansbach             | 7          | 5                 |
| Niederbayern     | Wapen van de Regierungsbezirk Niederbayern  | Landshut            | 9          | 3                 |
| Oberbayern       | Wapen van de Regierungsbezirk Oberbayern    | München             | 20         | 3                 |
| Oberfranken      | Wapen van de Regierungsbezirk Oberfranken   | Bayreuth            | 9          | 4                 |
| Oberpfalz        | Wapen van de Regierungsbezirk Oberpfalz     | Regensburg          | 7          | 3                 |
| Schwaben         | Wapen van de Regierungsbezirk Schwaben      | Augsburg            | 10         | 4                 |
| Unterfranken     | Wapen van de Regierungsbezirk Unterfranken  | Würzburg            | 9          | 3                 |
| Beieren          | Wapen van de Regierungsbezirk Niederbayern  | München             | 71         | 25                |

## Opbouw
Onderstaande lijst is als volgt opgebouwd:
- Kreis, kreisfreie Stadt: naam van de Landkreis respectievelijk kreisfreie stad
- Kreisstadt: naam van de Kreisstad: Bij de kreisfreise steden is deze cel leeg
- Grootste gemeente: naam van de grootste gemeente van het Landkreis: Bij de kreisfreise steden is deze cel leeg
- Wapen: officiële wapen van de Kreis respectievelijk kreisfreie stad
- Reg.-Bez., Ligging: Regierungsbezirk en positiekaart van de Kreis respectievelijk kreisfreie stad binnen de deelstaat Beieren
- Kenteken: kentekens van de plaatselijke overheid
- Inwoners: inwonertal van de Landkreis respectievelijk kreisfreie stad[1]
- Oppervlakte: oppervlakte van de Landkreis respectievelijk kreisfreie stad in vierkante kilometers (km²)[2]
- Inw/km²: bevolkingsdichtheid in inwoner per vierkante kilometer
- Afbeelding: een typische afbeelding van de regio, waarmee de desbetreffende Landkreis respectievelijk kreisfreie stad identificeert wordt

## Overzicht
| Landkreis/ kreisfreie Stadt                | Kreisstadt                | Grootste gemeente         | Wapen                                                      | Reg.-Bez. Ligging | Kenteken(s)                  | Inwoners (31-12-2020) | Oppervlakte (in km²) | Inw./km² | Afbeelding                                                                            |
| ------------------------------------------ | ------------------------- | ------------------------- | ---------------------------------------------------------- | ----------------- | ---------------------------- | --------------------- | -------------------- | -------- | ------------------------------------------------------------------------------------- |
| Aichach-Friedberg                          | Aichach                   | Friedberg                 | Wapen van de Landkreis Aichach-Friedberg                   | Schwaben          | AIC, FDB                     | 135.024               | 780,23               | 173      | Unteres Tor in Aichach                                                                |
| Altötting                                  | Altötting                 | Burghausen                | Wapen van de Landkreis Altötting                           | Oberbayern        | AÖ, LF                       | 111.654               | 569,29               | 196      | Gnadenkapelle in Altötting. Der Rundgang um die Kapelle ist mit Votivbildern behängt. |
| Amberg (kreisfreie Stadt)                  |                           |                           | Wapen van de stad Amberg                                   | Oberpfalz         | AM                           | 42.052                | 50,13                | 839      | Die Stadtbrille                                                                       |
| Amberg-Sulzbach                            | Amberg                    | Sulzbach-Rosenberg        | Wapen van de Landkreis Amberg-Sulzbach                     | Oberpfalz         | AS, BUL, ESB, NAB, SUL       | 102.998               | 1.255,84             | 82       | Der Marktplatz von Sulzbach-Rosenberg                                                 |
| Ansbach (kreisfreie Stadt)                 |                           |                           | Wapen van de stad Ansbach                                  | Mittelfranken     | AN                           | 41.681                | 99,91                | 417      | Arkadenhof der Residenz Ansbach                                                       |
| Ansbach                                    | Ansbach                   | Feuchtwangen              | Wapen van de Landkreis Ansbach                             | Mittelfranken     | AN, DKB, FEU, ROT            | 185.316               | 1.971,30             | 94       | Rathaus in Rothenburg ob der Tauber                                                   |
| Aschaffenburg (kreisfreie Stadt)           |                           |                           | Wapen van de stad Aschaffenburg                            | Unterfranken      | AB                           | 70.858                | 62,45                | 1.135    | Schloss Johannisburg                                                                  |
| Aschaffenburg                              | Aschaffenburg             | Alzenau                   | Wapen van de Landkreis Aschaffenburg                       | Unterfranken      | AB, ALZ                      | 174.658               | 698,91               | 250      | Wasserschloss Mespelbrunn                                                             |
| Augsburg (kreisfreie Stadt)                |                           |                           |                                                            | Schwaben          | A                            | 295.830               | 146,85               | 2.015    | Das Augsburger Rathaus und der Perlachturm, die Wahrzeichen von Augsburg.             |
| Augsburg                                   | Augsburg                  | Königsbrunn               | Wapen van de Landkreis Augsburg                            | Schwaben          | A, SMÜ, WER                  | 255.900               | 1.070,66             | 239      | Mercateum in Königsbrunn                                                              |
| Bad Kissingen                              | Bad Kissingen             | Bad Kissingen             | Wapen van de Landkreis Bad Kissingen                       | Unterfranken      | KG, BRK, HAB                 | 103.169               | 1.136,91             | 91       | Bismarck-Museum in Bad Kissingen                                                      |
| Bad Tölz-Wolfratshausen                    | Bad Tölz                  | Geretsried                | Wapen van de Landkreis Bad Tölz-Wolfratshausen             | Oberbayern        | TÖL, WOR                     | 128.212               | 1.110,66             | 115      | Heilig-Kreuz-Kirche auf dem Kalvarienberg in Bad Tölz                                 |
| Bamberg (kreisfreie Stadt)                 |                           |                           | Wapen van de stad Bamberg                                  | Oberfranken       | BA                           | 76.674                | 54,62                | 1.404    | Altes Rathaus in Bamberg                                                              |
| Bamberg                                    | Bamberg                   | Hirschaid                 | Wapen van de Landkreis Bamberg                             | Oberfranken       | BA                           | 147.497               | 1.167,78             | 126      | Pfarrkirche St. Kilian in Scheßlitz                                                   |
| Bayreuth (kreisfreie Stadt)                |                           |                           | Wapen van de stad Bayreuth                                 | Oberfranken       | BT                           | 74.048                | 66,89                | 1.107    | Markgräfliches Opernhaus                                                              |
| Bayreuth                                   | Bayreuth                  | Pegnitz                   | Wapen van de Landkreis Bayreuth                            | Oberfranken       | BT, EBS, ESB, KEM, MÜB, PEG  | 103.679               | 1.273,65             | 81       | Elefantenohr in der Sophienhöhle                                                      |
| Berchtesgadener Land                       | Bad Reichenhall           | Bad Reichenhall           | Wapen van de Landkreis Berchtesgadener Land                | Oberbayern        | BGL, BGD, LF, REI            | 106.327               | 839,86               | 127      | Watzmann in Berchtesgaden                                                             |
| Cham                                       | Cham                      | Cham                      | Wapen van de Landkreis Cham                                | Oberpfalz         | CHA, KÖZ, ROD, WÜM           | 128.094               | 1.526,81             | 84       | Biertor in Cham                                                                       |
| Coburg (kreisfreie Stadt)                  |                           |                           | Wapen van de stad Coburg                                   | Oberfranken       | CO, NEC                      | 40.842                | 48,29                | 846      | Veste Coburg (auch Fränkische Krone)                                                  |
| Coburg                                     | Coburg                    | Neustadt bei Coburg       | Wapen van de Landkreis Coburg                              | Oberfranken       | CO, NEC                      | 86.571                | 590,41               | 147      | St.-Laurentius-Kirche in Meeder                                                       |
| Dachau                                     | Dachau                    | Dachau                    | Wapen van de Landkreis Dachau                              | Oberbayern        | DAH                          | 155.117               | 579,15               | 268      | Schloss Dachau                                                                        |
| Deggendorf                                 | Deggendorf                | Deggendorf                | Wapen van de Landkreis Deggendorf                          | Niederbayern      | DEG                          | 119.479               | 861,14               | 139      | Plattlinger Isarwelle                                                                 |
| Dillingen an der Donau                     | Dillingen an der Donau    | Dillingen an der Donau    | Wapen van de Landkreis Dillingen an der Donau              | Schwaben          | DLG, WER                     | 97.172                | 792,23               | 123      | Basilika St. Peter in Dillingen                                                       |
| Dingolfing-Landau                          | Dingolfing                | Dingolfing                | Wapen van de Landkreis Dingolfing-Landau                   | Niederbayern      | DGF, LAN                     | 97.244                | 877,57               | 111      | Sog. Herzogsburg in Dingolfing                                                        |
| Donau-Ries                                 | Donauwörth                | Nördlingen                | Wapen van de Landkreis Donau-Ries                          | Schwaben          | DON, NÖ                      | 134.324               | 1.274,57             | 105      | Deutschordenshaus in Donauwörth                                                       |
| Ebersberg                                  | Ebersberg                 | Vaterstetten              | Wapen van de Landkreis Ebersberg                           | Oberbayern        | EBE                          | 144.091               | 748,32               | 193      | Kloster Ebersberg                                                                     |
| Eichstätt                                  | Eichstätt                 | Eichstätt                 | Wapen van de Landkreis Eichstätt                           | Oberbayern        | EI                           | 133.169               | 1.213,84             | 110      | Dom zu Eichstätt                                                                      |
| Erding                                     | Erding                    | Erding                    | Wapen van de Landkreis Erding                              | Oberbayern        | ED                           | 138.891               | 870,73               | 160      | Erdinger Schrannenplatz mit Stadtturm                                                 |
| Erlangen (kreisfreie Stadt)                |                           |                           | Wapen van de stad Erlangen                                 | Mittelfranken     | ER                           | 112.385               | 76,96                | 1.460    | Schloss in Erlangen, Sitz der Friedrich-Alexander-Universität                         |
| Erlangen-Höchstadt                         | Erlangen                  | Herzogenaurach            | Wapen van de Landkreis Erlangen-Höchstadt                  | Mittelfranken     | ERH, HÖS                     | 138.105               | 564,52               | 245      | Fehnturm in Herzogenaurach                                                            |
| Forchheim                                  | Forchheim                 | Forchheim                 | Wapen van de Landkreis Forchheim                           | Oberfranken       | FO, EBS, PEG                 | 116.600               | 642,80               | 181      | Forchheimer Tor in Neunkirchen am Brand                                               |
| Freising                                   | Freising                  | Freising                  | Wapen van de Landkreis Freising                            | Oberbayern        | FS                           | 180.313               | 799,83               | 225      | Der Freisinger Marienplatz mit Rathaus, Stadtpfarrkirche St. Georg und Mariensäule    |
| Freyung-Grafenau                           | Freyung                   | Waldkirchen               | Wapen van de Landkreis Freyung-Grafenau                    | Niederbayern      | FRG, GRA, WOS                | 78.355                | 983,86               | 80       | Althütte mit dem Kleinen (links) und dem Großen Rachel                                |
| Fürstenfeldbruck                           | Fürstenfeldbruck          | Germering                 | Wapen van de Landkreis Fürstenfeldbruck                    | Oberbayern        | FFB                          | 218.740               | 434,82               | 503      | Klosterkirche St. Maria in Fürstenfeldbruck                                           |
| Fürth (kreisfreie Stadt)                   |                           |                           | Wapen van de stad Fürth                                    | Mittelfranken     | FÜ                           | 128.223               | 63,35                | 2.024    | Stadttheater Fürth                                                                    |
| Fürth                                      | Zirndorf                  | Zirndorf                  | Wapen van de Landkreis Fürth                               | Mittelfranken     | FÜ                           | 118.695               | 307,43               | 386      | Bibert in Mittelfranken                                                               |
| Garmisch-Partenkirchen                     | Garmisch-Partenkirchen    | Garmisch-Partenkirchen    | Wapen van de Landkreis Garmisch-Partenkirchen              | Oberbayern        | GAP                          | 88.279                | 1.012,17             | 87       | Zugspitze von der Alpspitze aus gesehen. Links der Jubiläumsgrat                      |
| Günzburg                                   | Günzburg                  | Günzburg                  | Wapen van de Landkreis Günzburg                            | Schwaben          | GZ, KRU                      | 127.342               | 762,43               | 167      | Innenstadt                                                                            |
| Haßberge                                   | Haßfurt                   | Haßfurt                   | Wapen van de Landkreis Haßberge                            | Unterfranken      | HAS, EBN, GEO, HOH           | 84.275                | 956,19               | 88       | Burg Rotenhan bei Ebern                                                               |
| Hof (kreisfreie Stadt)                     |                           |                           | Wapen van de stad Hof                                      | Oberfranken       | HO                           | 45.173                | 58,02                | 779      | Rathaus an der Ludwigstraße                                                           |
| Hof                                        | Hof                       | Münchberg                 | Wapen van de Landkreis Hof                                 | Oberfranken       | HO, MÜB, NAI, REH, SAN       | 94.522                | 892,54               | 106      | Döbraberg im Frankenwald                                                              |
| Ingolstadt (kreisfreie Stadt)              |                           |                           | Wapen van de stad Ingolstadt                               | Oberbayern        | IN                           | 136.952               | 133,35               | 1.027    | Das Medizinhistorische Museum in der Alten Anatomie                                   |
| Kaufbeuren (kreisfreie Stadt)              |                           |                           | Wapen van de stad Kaufbeuren                               | Schwaben          | KF                           | 44.662                | 40,02                | 1.116    | Fünfknopfturm                                                                         |
| Kelheim                                    | Kelheim                   | Kelheim                   | Wapen van de Landkreis Kelheim                             | Niederbayern      | KEH, MAI, PAR, RID, ROL      | 123.390               | 1.065,12             | 116      | Befreiungshalle                                                                       |
| Kempten (Allgäu) (kreisfreie Stadt)        |                           |                           | Wapen van de stad Kempten                                  | Schwaben          | KE                           | 68.940                | 63,28                | 1.089    | Rathaus Kempten                                                                       |
| Kitzingen                                  | Kitzingen                 | Kitzingen                 | Wapen van de Landkreis Kitzingen                           | Unterfranken      | KT                           | 91.696                | 684,16               | 134      | Der Falterturm in Kitzingen                                                           |
| Kronach                                    | Kronach                   | Kronach                   | Wapen van de Landkreis Kronach                             | Oberfranken       | KC, SAN                      | 66.355                | 651,50               | 102      | Festung Rosenberg                                                                     |
| Kulmbach                                   | Kulmbach                  | Kulmbach                  | Wapen van de Landkreis Kulmbach                            | Oberfranken       | KU, EBS, SAN                 | 71.428                | 658,32               | 109      | Plassenburg                                                                           |
| Landsberg am Lech                          | Landsberg am Lech         | Landsberg am Lech         | Wapen van de Landkreis Landsberg am Lech                   | Oberbayern        | LL                           | 121.019               | 804,36               | 150      | Das spätgotische „Bayertor“                                                           |
| Landshut (kreisfreie Stadt)                |                           |                           | Wapen van de stad Landshut                                 | Niederbayern      | LA                           | 73.065                | 65,83                | 1.110    | Burg Trausnitz                                                                        |
| Landshut                                   | Landshut                  | Ergolding                 | Wapen van de Landkreis Landshut                            | Niederbayern      | LA, MAI, MAL, ROL, VIB       | 161.191               | 1.347,55             | 120      | Wallfahrtskirche Maria Hilf in Vilsbiburg                                             |
| Lichtenfels                                | Lichtenfels               | Lichtenfels               | Wapen van de Landkreis Lichtenfels                         | Oberfranken       | LIF, STE                     | 66.722                | 519,92               | 128      | Unteres Tor in Lichtenfels                                                            |
| Lindau (Bodensee)                          | Lindau (Bodensee)         | Lindau (Bodensee)         | Wapen van de Landkreis Lindau (Bodensee)                   | Schwaben          | LI                           | 82.085                | 323,38               | 254      | Lindau im Bodensee mit dem Münster „Unserer Lieben Frau“                              |
| Main-Spessart                              | Karlstadt                 | Lohr am Main              | Wapen van de Landkreis Main-Spessart                       | Unterfranken      | MSP                          | 125.976               | 1.321,19             | 95       | Ruine Scherenburg                                                                     |
| Memmingen (kreisfreie Stadt)               |                           |                           | Wapen van de stad Memmingen                                | Schwaben          | MM                           | 44.360                | 70,11                | 633      | Das Memminger Rathaus                                                                 |
| Miesbach                                   | Miesbach                  | Holzkirchen               | Wapen van de Landkreis Miesbach                            | Oberbayern        | MB                           | 100.183               | 866,23               | 116      | Schloss Wallenburg                                                                    |
| Miltenberg                                 | Miltenberg                | Erlenbach am Main         | Wapen van de Landkreis Miltenberg                          | Unterfranken      | MIL, OBB                     | 128.743               | 715,55               | 180      | Historische Altstadt von Miltenberg mit Mildenburg                                    |
| Mühldorf am Inn                            | Mühldorf am Inn           | Waldkraiburg              | Wapen van de Landkreis Mühldorf am Inn                     | Oberbayern        | MÜ, VIB, WS                  | 116.483               | 805,34               | 145      | Gedenkstein auf dem KZ-Friedhof in Mühldorf                                           |
| München (Deelstaathoofdstad)               |                           |                           | Wapen van de stad München                                  | Oberbayern        | M                            | 1.488.202             | 310,70               | 4.790    | Chinesischer Turm im Englischen Garten                                                |
| München                                    | München                   | Unterschleißheim          | Wapen van de Landkreis München                             | Oberbayern        | M, AIB, WOR                  | 349.685               | 664,26               | 526      | Burg Grünwald                                                                         |
| Neuburg-Schrobenhausen                     | Neuburg a.d.Donau         | Neuburg a.d.Donau         | Wapen van de Landkreis Neuburg-Schrobenhausen              | Oberbayern        | ND, SOB                      | 97.730                | 739,73               | 132      | Schloss Neuburg                                                                       |
| Neumarkt in der Oberpfalz                  | Neumarkt in der Oberpfalz | Neumarkt in der Oberpfalz | Wapen van de Landkreis Neumarkt in der Oberpfalz           | Oberpfalz         | NM, PAR                      | 135.225               | 1.343,94             | 101      | Hohllochberg bei Velburg                                                              |
| Neustadt an der Aisch-Bad Windsheim        | Neustadt an der Aisch     | Neustadt an der Aisch     | Wapen van de Landkreis Neustadt an der Aisch-Bad Windsheim | Mittelfranken     | NEA, SEF, UFF                | 101.272               | 1.267,44             | 80       | Rolandstatue in Bad Windsheim                                                         |
| Neustadt an der Waldnaab                   | Neustadt an der Waldnaab  | Vohenstrauß               | Wapen van de Landkreis Neustadt an der Waldnaab            | Oberpfalz         | NEW, ESB, VOH                | 94.645                | 1.427,67             | 66       | Burgruine Leuchtenberg                                                                |
| Neu-Ulm                                    | Neu-Ulm                   | Neu-Ulm                   | Wapen van de Landkreis Neu-Ulm                             | Schwaben          | NU, ILL                      | 175.823               | 515,84               | 341      | Vöhlinschloss in Illertissen                                                          |
| Nürnberg (kreisfreie Stadt)                |                           |                           | Wapen van de stad Nürnberg                                 | Mittelfranken     | N                            | 515.543               | 186,44               | 2.765    | Schöner Brunnen                                                                       |
| Nürnberger Land                            | Lauf an der Pegnitz       | Lauf an der Pegnitz       | Wapen van de Landkreis Nürnberger Land                     | Mittelfranken     | LAU, ESB, HEB, N, PEG        | 171.143               | 799,52               | 214      | Sankt-Leonhards-Kirche in Lauf an der Pegnitz                                         |
| Oberallgäu                                 | Sonthofen                 | Sonthofen                 | Wapen van de Landkreis Oberallgäu                          | Schwaben          | OA                           | 156.308               | 1.527,97             | 102      | Sonthofen                                                                             |
| Ostallgäu                                  | Marktoberdorf             | Marktoberdorf             | Wapen van de Landkreis Ostallgäu                           | Schwaben          | OAL, FÜS, MOD                | 141.907               | 1.394,43             | 102      | Schloss Neuschwanstein von der Seite mit Pforte                                       |
| Passau (kreisfreie Stadt)                  |                           |                           | Wapen van de stad Passau                                   | Niederbayern      | PA                           | 52.415                | 69,56                | 754      | Rathaus und Dom St. Stephan in Passau                                                 |
| Passau                                     | Passau                    | Vilshofen an der Donau    | Wapen van de Landkreis Passau                              | Niederbayern      | PA                           | 193.454               | 1.530,07             | 126      | Wallfahrtskirche Maria am Birnbaum                                                    |
| Pfaffenhofen an der Ilm                    | Pfaffenhofen an der Ilm   | Pfaffenhofen an der Ilm   | Wapen van de Landkreis Pfaffenhofen an der Ilm             | Oberbayern        | PAF                          | 129.128               | 761,04               | 170      | Kloster Scheyern                                                                      |
| Regen                                      | Regen                     | Regen                     | Wapen van de Landkreis Regen                               | Niederbayern      | REG, VIT                     | 77.313                | 974,78               | 79       | Das „Fressende Haus“ in Regen                                                         |
| Regensburg (kreisfreie Stadt)              |                           |                           | Wapen van de stad Regensburg                               | Oberpfalz         | R                            | 152.270               | 80,86                | 1.883    | Der Dom St. Peter                                                                     |
| Regensburg                                 | Regensburg                | Regenstauf                | Wapen van de Landkreis Regensburg                          | Oberpfalz         | R                            | 194.275               | 1.391,68             | 140      | Schloss Wörth an der Donau                                                            |
| Rhön-Grabfeld                              | Bad Neustadt an der Saale | Bad Neustadt an der Saale | Wapen van de Landkreis Rhön-Grabfeld                       | Unterfranken      | NES, KÖN, MET                | 79.510                | 1.021,69             | 78       | Mariä Himmelfahrt in Bad Neustadt an der Saale                                        |
| Rosenheim (kreisfreie Stadt)               |                           |                           | Wapen van de stad Rosenheim                                | Oberbayern        | RO                           | 63.591                | 37,22                | 1.709    | Stadtansicht mit Wendelstein und St. Nikolaus                                         |
| Rosenheim                                  | Rosenheim                 | Bad Aibling               | Wapen van de Landkreis Rosenheim                           | Oberbayern        | RO, AIB, WS                  | 261.721               | 1.439,43             | 182      | Neues Schloss Herrenchiemsee                                                          |
| Roth                                       | Roth                      | Roth                      | Wapen van de Landkreis Roth                                | Mittelfranken     | RH, HIP                      | 127.168               | 895,15               | 142      | Schottenturm der Burg Abenberg                                                        |
| Rottal-Inn                                 | Pfarrkirchen              | Eggenfelden               | Wapen van de Landkreis Rottal-Inn                          | Niederbayern      | PAN, EG, GRI, VIB            | 121.800               | 1.281,20             | 95       | Rathaus in Simbach am Inn                                                             |
| Schwabach (kreisfreie Stadt)               |                           |                           | Wapen van de stad Schwabach                                | Mittelfranken     | SC                           | 41.056                | 40,80                | 1.006    | Schwabacher Rathaus (mit Golddach) und Stadtkirche am Marktplatz                      |
| Schwandorf                                 | Schwandorf                | Schwandorf                | Wapen van de Landkreis Schwandorf                          | Oberpfalz         | SAD, BUL, NAB, NEN, OVI, ROD | 148.477               | 1.458,35             | 102      | Burglengenfeld                                                                        |
| Schweinfurt (kreisfreie Stadt)             |                           |                           | Wapen van de stad Schweinfurt                              | Unterfranken      | SW                           | 53.319                | 35,70                | 1.494    | Main mit nächtlicher Skyline                                                          |
| Schweinfurt                                | Schweinfurt               | Werneck                   | Wapen van de Landkreis Schweinfurt                         | Unterfranken      | SW, GEO                      | 115.652               | 841,40               | 137      | Schloss Werneck von Balthasar Neumann mit Teich und Englischen Garten                 |
| Starnberg                                  | Starnberg                 | Starnberg                 | Wapen van de Landkreis Starnberg                           | Oberbayern        | STA, WOR                     | 136.610               | 487,71               | 280      | Kloster Andechs                                                                       |
| Straubing (kreisfreie Stadt)               |                           |                           | Wapen van de stad Straubing                                | Niederbayern      | SR                           | 47.612                | 67,59                | 704      | Stadtturm vom Theresienplatz aus gesehen                                              |
| Straubing-Bogen                            | Straubing                 | Bogen                     | Wapen van de Landkreis Straubing-Bogen                     | Niederbayern      | SR, BOG, MAL                 | 101.745               | 1.201,63             | 85       | Wallfahrtskirche Mariä Himmelfahrt auf dem Bogenberg                                  |
| Tirschenreuth                              | Tirschenreuth             | Tirschenreuth             | Wapen van de Landkreis Tirschenreuth                       | Oberpfalz         | TIR, KEM                     | 71.696                | 1.084,24             | 66       | Dreifaltigkeitskirche Kappl · Stiftsbasilika Waldsassen                               |
| Traunstein                                 | Traunstein                | Traunreut                 | Wapen van de Landkreis Traunstein                          | Oberbayern        | TS, LF                       | 177.485               | 1.533,74             | 116      | Burg Tittmoning                                                                       |
| Unterallgäu                                | Mindelheim                | Bad Wörishofen            | Wapen van de Landkreis Unterallgäu                         | Schwaben          | MN                           | 146.164               | 1.229,53             | 119      | Mindelburg in Mindelheim                                                              |
| Weiden in der Oberpfalz (kreisfreie Stadt) |                           |                           | Wapen van de stad Weiden                                   | Oberpfalz         | WEN                          | 42.535                | 70,57                | 603      | St. Josef                                                                             |
| Weilheim-Schongau                          | Weilheim in Oberbayern    | Weilheim in Oberbayern    | Wapen van de Landkreis Weilheim-Schongau                   | Oberbayern        | WM, SOG                      | 136.134               | 966,27               | 141      | Wieskirche bei Steingaden                                                             |
| Weißenburg-Gunzenhausen                    | Weißenburg in Bayern      | Weißenburg in Bayern      | Wapen van de Landkreis Weißenburg-Gunzenhausen             | Mittelfranken     | WUG, GUN                     | 95.117                | 970,78               | 98       | Ellinger Tor                                                                          |
| Wunsiedel im Fichtelgebirge                | Wunsiedel                 | Marktredwitz              | Wapen van de Landkreis Wunsiedel im Fichtelgebirge         | Oberfranken       | WUN, MAK, REH, SEL           | 71.974                | 606,36               | 119      | Fichtelgebirgsmuseum                                                                  |
| Würzburg (kreisfreie Stadt)                |                           |                           | Wapen van de stad Würzburg                                 | Unterfranken      | WÜ                           | 126.954               | 87,60                | 1.449    | Festung Marienberg mit „alter Mainbrücke“ im Vordergrund                              |
| Würzburg                                   | Würzburg                  | Ochsenfurt                | Wapen van de Landkreis Würzburg                            | Unterfranken      | WÜ, OCH                      | 162.697               | 968,32               | 168      | Schloss Rimpar                                                                        |
| Beieren                                    | Beieren                   | Beieren                   | Beieren                                                    | Beieren           | Beieren                      | 13.140.183            | 70.541,42            | 186      |                                                                                       |